# Ferdinand Ebner
Ferdinand Ebner (31 de enero de 1882, Wiener Neustadt, 17 de octubre de 1931, Gablitz, Austria) fue un profesor de escuela primaria y filósofo austríaco. 
Junto con Martin Buber y Franz Rosenzweig, es considerado uno de los más destacados representantes del pensamiento dialógico. El pensamiento filosófico de Ebner se centra en la relación Yo y Tú -relación dialógica-, un pensamiento que guarda semejanzas con el existencialismo cristiano de Gabriel Marcel, al que, según el mismo Marcel, se adelantó. Sobre la base de la mutua orientación del Yo y del Tú, cuyo fundamento y expresión es la palabra y el amor, atento también a la palabra del Evangelio, Ebner desarrolló una filosofía del lenguaje religiosa y una visión profundamente cristiana de la existencia humana. Ferdinand Ebner fue tío de la escritora Jeannie Ebner (1918-2004).

## Vida y obra de Ferdinand Ebner
Ferdinand Ebner nació en Wiener Neustadt, ciudad cercana a Viena, en 1882. Acabada la educación secundaria e impidiéndole su precaria salud pensar en empresas más ambiciosas siguió los cursos en la Escuela de Magisterio en Wiener Neustadt. Fue siempre una mente ávida de conocimientos alcanzando sus lecturas amplios campos del saber humano. Fue capaz de aprender a tocar varios instrumentos musicales, ejecutando obras de Mozart o Beethoven al piano con notable destreza. No gozó nunca de una salud fuerte y sufrió depresiones de forma periódica. En 1912, Ebner fue destinado a Gablitz, un hermoso pueblo cercano a Viena, encontrando refugio en la vida cultural de la capital. Pudo con frecuencia visitar las iglesias, los museos, las salas de conciertos y de conferencias, los teatros y cafés de Viena donde entablaba conversación con amigos y conocidos o se sumergía en la lectura de periódicos y de revistas, como "Die Fackel", la revista de Karl Kraus, y el "Brenner". La contemplación de una Europa en ruinas tras la Primera Guerra Mundial le llevó a buscar una luz en el Evangelio y a ver en la conversión que predicaba su mensaje el camino a seguir por el individuo y por la misma Iglesia de su tiempo, para la que pedía una renovación desde una actitud crítica. Citaba Lc 12,56-57 para reivindicar la libertad de conciencia y la mayoría de edad del laico cristiano. En esta misma línea, y desde el lado de los trabajadores y oprimidos, echaba en falta en el socialismo un fundamento espiritual. Los movimientos políticos y sociales no podían significar verdadero progreso humano sin una revolución de los corazones (I, 975) que tuviera en cuenta los derechos humanos y la vocación espiritual del hombre (I,1003). No fue, sin embargo, partidario de que los líderes religiosos intentaran adquirir cotas de poder en el Estado o en las conciencias de los fieles.
Aunque no estudió en la universidad Ebner conocía las obras literarias y filosóficas más importantes, tanto las de la antigüedad clásica como las más modernas. Sus lecturas iban de Platón al idealismo alemán y Otto Weininger ("Si no existiera un Tú no podría existir jamás un Yo". O. Weininger, Sexo y carácter, Losada, Madrid 2004, p. 278, aunque difiere esencialmente de la intuición ebneriana), de los místicos alemanes a Freud y Adler, de Scheler a los filósofos franceses, de Pascal a Kierkegaard y Nietzsche. Su primer trabajo filosófico fue Ética y vida (Ethik und Leben),escrito en 1913-1914, pero que no fue publicado hasta 2013. Su obra principal, La Palabra y las realidades espirituales: fragmentos pneumatológicos (Das Wort und die geistigen Realitäten. Pneumatologische Fragmente), cuya redacción completó en el invierno 1918-1919, se publicó en 1921 en Brenner-Verlag, de Ludwig von Ficker. Ebner había publicado ya en la revista Brenner algún capítulo de esa obra y publicaría posteriormente diversos artículos, los llamados "Brenner-Aufsätze". En ellos ofrece una visión crítica de la sociedad y del cristianismo de su tiempo. Todos sus escritos han tenido una gran influencia en la filosofía y en la teología actuales.
Ferdinand Ebner fue profesor de primaria durante veinte años. Las tareas escolares le resultaron siempre muy penosas. En 1923 se vio obligado a asumir la dirección de la escuela. Su salud se fue deteriorando y los períodos depresivos le llevaron al borde del suicidio. Después de su estancia en el sanatorio de Burg Hartenstein, contrajo matrimonio con su colega en la enseñanza María Mizera, aunque era otra amiga, Luise Karpischek, la que le había sostenido y acompañado en sus tareas intelectuales durante veinte años. Debido a su grave estado de salud se retiró de la enseñanza en 1923. En 1931, ocho años después, murió consumido por la tuberculosis y por una vida de sufrimientos y de soledades, no sin antes concluir una de sus obras fundamentales, los "Aforismos 1931" en la que su espíritu puede reflejar ya el equilibrio y madurez alcanzados por su personalismo filosófico y por su fe cristiana. Le sobrevivieron su mujer y su hijo Walter. El legado de Ferdinand Ebner se encuentra en el Brenner-Archiv de Innsbruck.

## Pensamiento ebneriano y fe cristiana
Ebner enseñó que el hombre tiene su verdadera vida espiritual en la relación de su yo con el tú, en último término con el Tú que es Dios, en la realización de esa relación de apertura al otro en nuestra vida en sociedad; "no en aquello donde más le gusta verla: cuando él sueña con el espíritu en la poesía o en el arte, en la filosofía y en las religiones míticas, por muy genial que todo ello sea" (Schriften, I,89). Esta orientación del hombre a algo espiritual fuera de él en lo cual y mediante lo cual existe encuentra en la palabra del lenguaje su expresión objetiva. El hombre habla porque tiene la palabra, como decía Max Scheler, y esta palabra, el lenguaje, tiene un origen divino como ya defendió Hamann. Esta explicación de la esencia del lenguaje que hace Ebner está íntimamente relacionada con su actitud interior frente al hecho histórico fundamental del cristianismo. La apertura de nuestro yo al Tú de Dios y a los otros alcanza una expresión ético-religiosa en la praxis cristiana del amor a Dios y al prójimo fruto de una decisión fundamental de la existencia espiritual humana a favor de una sociedad de comunión fraterna en la que se supere toda exclusión y explotación del hermano conforme al mensaje de salvación cristiano.
Ebner llega a esta comprensión de la existencia humana después de una larga búsqueda espiritual que alcanza su momento álgido en los años de la Gran Guerra (1914-1918). Esta había puesto al descubierto que la cultura europea que se decía cristiana era en el fondo una gran mentira. Era un mero sueño con el espíritu lejos del verdadero cristianismo y de la verdadera humanidad, pues la guerra era la negación del otro. Señalar esto implicaba una profunda crítica cultural y una revolución para la vida espiritual de su tiempo. Según Ebner, la tarea espiritual de Europa después de la guerra era revisar el concepto de cultura: la crítica de la cultura. Así lo expresa en su diario en noviembre de 1917 y de nuevo a principios de 1918.
A pesar de su rechazo del optimismo del progreso científico cuando está falto de verdadero horizonte espiritual y de auténtico fundamento humano, Ebner no es pesimista respecto al hombre. Su pensamiento queda abierto a un futuro mejor (I,521), al futuro de la promesa cristiana en el que los bienes de este mundo estén al alcance de todos y todos tengan una existencia digna del hombre, como señaló en uno de sus últimos escritos, el Epílogo 1931(Schriften I, 1050). Establecer una correcta relación con el tú significa entender Mt 25,40: "lo que hicisteis a uno de estos mis hermanos más pequeños a mí me lo hicisteis" (I, 268). Sólo así podemos decir que hemos despertado del "sueño con el espíritu" a una relación auténtica con las realidades espirituales. Ebner, como apuntó Moltmann en su Teología de la esperanza, usó enseñanzas de Pascal y de Kierkegaard. En ese caso fue para hablar de cómo nuestra oración en el presente puede ser oída por Dios en la eternidad y para resaltar la importancia de captar la seriedad de la eternidad en el instante presente de nuestra vida, en nuestra decisión de fe religiosa (I,259,340,477,912). Pero fue más allá de estos autores (III,703-704) y afirmó su esperanza en el Cristo resucitado (I,465,568; II,871), en su promesa de salvación (I,432,447), en su segunda venida (I,302-303),su fe en el Dios de Jesucristo en quien se sustenta "nuestra legítima esperanza en el futuro" (I,568. Cf.I, 609-611). Para Ebner la tarea del cristiano en este mundo es "ayudar a establecer el reino de Dios" (I,573), atentos a los "signos de los tiempos" como enseña el Evangelio (Mt 16,3), siendo activos  "instrumentos" (Werkzeuge) en la misión para la que Dios nos tenga destinados. Ebner, que se nos va revelando como pensador crítico de originales intuiciones filosóficas, acaba mostrándose también como un profundo pensador cristiano.

## Obras más importantes de Ferdinand Ebner
- Entre 1919 y 1932 se publicaron en Innsbruck en la revista Der Brenner de Ludwig von Ficker distintos artículos de Ferdinand Ebner que posteriormente fueron recogidos en los Schriften I (1963) en edición de Franz Seyr (Kösel Verlag, München) donde pueden ser consultados. Estos son sus títulos: Fragment über Weininger (1919), Kultur und Christentum ( 1919), Das Kreuz und die Glaubensforderung (1920), Das Wort und die geistigen Realitäten (1920), Wort und Menschwerdung (1920), Das Urwort der Sprache (1920), Glossen zum Introitus des Johannesevangeliums (1921), Das Wissen um Gott und der Glaube (1921), Die Christusfrage (1922), Ärgernis der Repräsentation (1922), Die Wirklichkeit Christi (1926), Zum Problem der Sprache und des Wortes (1928), Fragment aus dem Jahre 1916 mit einem Nachwort (1931), Der Brenner XIII Folge, 1932, 34-58. (En la lista se incluyen algunas traducciones de las obras de Ebner).
- "Das Wort und die geistigen Realitäten - Pneumatologische Fragmente", Innsbruck, Brenner-Verlag 1921. Otras ediciones: Regensburg, Pustet- Verlag 1935; Wien, Herder Verlag 1952; Baden-Baden, Suhrkamp 1980.
- "Wort und Liebe". Edición de H. Jone. Regensburg, Pustet-Verlag 1935.(Selección de los Aphorismen 1931).
- "Das Wort ist der Weg. Aus den Tagebüchern". Edición de H. Jone. Wien, Herder-Verlag 1949.
- "Schriften"(I-II-III),Editor: Franz Seyr. Kösel-Verlag KG, München, 1963-1965:
- "Schriften I - Fragmente, Aufsätze, Aphorismen", Kösel-Verlag KG, München 1963
- "Schriften II - Notizen, Tagebücher, Lebenserinnerungen", Kösel-Verlag KG, München 1963
- "Schriften III - Briefe", Kösel-Verlag KG, München 1965.
- "La Palabra y las Realidades Espirituales. Fragmentos pneumatológicos". Traducción de José Mª Garrido. Madrid, Caparrós editores 1995.
- La parola e le realtà spirituali. Frammenti pneumatologici. Edizione italiana a cura de S. Zucal. Traduzione di Paul Renner, Cinisello Balsamo (Milano), San Paolo 1998. Terza edizione: San Paolo 2021.
- "Mühlauer Tagebuch: 23.7. - 28.8.1920.", hrsg. v. Richard Hörmann und Monika Seekircher. Wien-Köln-Weimar: Böhlau 2001.
- "Tagebuch 1916. Fragment aus dem Jahre 1916", Markus Flatscher, Richard Hörmann (Herausgeber). Berlin-Münster-Wien-Zürich-London: LIT-Verlag 2007.
- "Das Wort und die geistigen Realitäten - Pneumatologische Fragmente. Die Geschichte der Fragmente", hrsg. v. Richard Hörmann. Berlin u.a.: LIT-Verlag 2009.
- "Proviamo a guardare al futuro", a cura di Nunzio Bombaci, Morcelliana, Brescia 2009.
- "Tagebuch 1917", hrsg. v. Richard Hörmann und Matthias Flatscher, Berlin u.a.: LIT-Verlag 2011.
- "Ethik und Leben. Fragmente einer Metaphysik der individuellen Existenz". Richard Hörmann; Ernst Pavelka (Hg.). Berlin u.a.: LIT 2013.
- "Tagebuch 1918". Markus Flatscher, Richard Hörmann (Herausgeber). Berlin u.a.: LIT-Verlag 2014.
- "Ferdinand Ebner: Wort und Liebe. Aphorismen 1931". Richard Hörmann, Krzysztof Skorulski (Hg.). Berlin u.a.: LIT 2014.
- "La realtà di Cristo", a cura di Nunzio Bombaci, Morcelliana, Brescia 2017.
- "The Word and the Spiritual Realities. Pneumatological Fragments". Edited by Joseph R. Chapel. Translated by Harold J. Green. CUA, Washington 2021.
- "Brenner-Aufsätze. Die Wirklichkeit Christi". Krzysztof Skorulski, Richard Hörmann (Hg.). Wien: LIT 2021.